# 射鵰英雄伝
『射鵰英雄伝』（しゃちょうえいゆうでん）は、中華圏（中華人民共和国、台湾、シンガポール、華僑・華人コミュニティ等）で著名な小説家金庸の武俠小説の1つ。
金庸が武俠小説の大家として揺るぎない地位を築いた代表作であり、「射鵰三部作」と呼ばれる長大な連作の開幕作品でもある。

## 概要
1957年から1959年にかけて、香港の『香港商報』に連載された。
物語は13世紀初頭、靖康の変を経て南宋と金が対峙し、北方でモンゴルが台頭しつつある時代を背景に、モンゴルで育った漢人の若者郭靖が、江湖の荒波に揉まれながら人間的に成長していく姿を、全てにおいて彼と対極に位置する少年楊康の破滅と照らし合わせながらじっくりと描き込んでいる。
この作品が多くの人々に支持されている理由としてよく挙げられるのが、多種多彩な脇役たちの存在である。「東邪」「西毒」「北丐」「南帝」「中神通」「老頑童」「鉄掌水上飄」と呼ばれる武林の巨峰たちや、「江南七怪」の異名を持つ武芸者の集団など、いずれ劣らぬ魅力的な脇役たちの活躍が、物語を大いに盛り上げている。また、純粋朴訥だが愚鈍な面もある郭靖を支えて、一緒に旅をする怜悧活発な恋人、黄蓉の存在も欠かせない。
なお題名は、郭靖が、モンゴルの草原で鵰（イヌワシ）を見事に射落とす場面に由来する。

## 登場人物
郭靖（かく せい）
郭嘯天（かく しょうてん）と李萍（り へい）の息子、モンゴルで生まれる。江南七怪を師とし、後に洪七公にも弟子入りする。愚鈍だが義に篤い。
黄蓉（こう よう）
「東邪」黄薬師の娘。怜悧活発にして自由奔放で、郭靖と一緒に旅をする。
楊康（完顔康）（よう こう（かんがん こう））
楊鉄心（よう てっしん）と包惜弱（ほう せきじゃく）の息子。金の趙王完顔洪烈（かんがん こうれつ）の手で王子として育てられる。
穆念慈（ぼく ねんじ）
穆易と名を変えた楊鉄心の養女。楊康に恋心を抱くが、彼の不実に悩むことに。
黄薬師（こう やくし）
「東邪」の異名を持つ東海桃花島の主。文武に秀でた達人で偏屈者だが、娘の黄蓉には甘い。
欧陽鋒（おうよう ほう）
「西毒」の異名を持つ西域白蛇山の主。秘伝書「九陰真経」入手に執念を燃やす。
一灯（段智興）（いっとう（だん ちこう））
「南帝」の異名を持つ僧で、出家前は大理国の皇帝だった。
洪七公（こう しちこう）
「北丐（ほっかい）」或いは「九指神丐」の異名を持つ、丐幇の幇主。神出鬼没で美食に目がない。
周伯通（しゅう はくつう）
「老頑童（ろうがんどう）」の異名を持ち、全真教開祖「中神通」王重陽の義弟。天真爛漫で無邪気な性格。
裘千仞（きゅう せんじん）
「鉄掌水上飄」の異名を持つ、鉄掌幇の幇主。天下五絶に匹敵する武功の持ち主。水面を歩けるほどに軽功の腕前にも優れている。
江南七怪（こうなんしちかい）
柯鎮悪（か ちんあく）を頭とする、7人の侠客集団。郭靖の師父。
全真七子（ぜんしんしちし）
全真教開祖「中神通」王重陽の7人の弟子たちで、教団を率いている。
梅超風（ばい ちょうふう）
本名は梅若華、あだ名は「鉄屍」。「東邪」黄薬師の弟子だったが、兄弟子で夫の陳玄風と共に師に背いて出奔した。夫婦で「黒風双煞」と呼ばれる。
陳玄風（ちん げんぷう）
梅超風の夫で「銅屍」と呼ばれる。桃花島から駆け落ちする際に師父より九陰真経を盗み、同門の怒りを買う。
他多数

## あらすじ
12世紀前半、靖康の変によって、宋は、女真人の建てた金に淮水以北の領土を奪われ、江南の臨安（杭州）に都を移すことを余儀なくされた。以後、南宋と称されるようになる。
時は下って南宋の中期。義俠心で結ばれた2人の男、郭嘯天と楊鉄心は、共に臨月の妻を持つ親友同士だったが、ある日、全真教の道士・丘処機と出会い、意気投合する。だがその後、彼らが暮らす村は官兵に襲われ、両家は離散してしまう。
連れ去られた2人の妻の行方を追う丘処機は、途中で江南七怪の異名を持つ7人の俠客集団と諍いを起こし、風変わりな勝負を持ちかける。郭・楊両人の妻がいずれも身籠っていることから、彼女たちを見つけ出した後、産まれるであろう子たちをそれぞれが弟子にして武芸を授け、2人が成長した18年後に試合をさせて、勝敗を決しようというのだ。
その頃、郭嘯天の妻李萍はモンゴルに逃れて息子郭靖を生んだ。一方、楊鉄心の妻包惜弱は、金の趙王完顔洪烈の庇護を受け、やがて王妃に迎え入れられる。生まれた息子楊康も、金の王子として育てられることになった。
6年後、江南七怪はモンゴルの草原でチンギス・ハーンの庇護下に置かれていた郭靖を見つけ出し、弟子にした。一方の丘処機も金の王子として育てられている楊康を捜し出し、弟子とする。
真面目だが、物覚えの悪い郭靖の武芸はなかなか上達せず、江南七怪を悩ませる。だが、努力を積み重ね、更に奇縁に恵まれたことで、着々と勢力を拡大するチンギス・ハーンの下、郭靖は草原の勇者へと成長した。
やがて郭靖は、18歳となった春、約束の試合を果たすべく、中原へ向かい旅立ち、波乱万丈な物語を紡ぎ出すことになる。

## 用語
全真教
実際に存在する、道教の一派。射鵰三部作では、武術の大家となっているが、これは金庸の創作である。なお、作中に登場する丘長春をはじめとする七真人なども実在の人物。

武穆遺書
実在した抗金の英雄、岳飛が残したとされる遺書。金を打ち負かすことができる兵法が書かれているとされ、郭靖らはこれをめぐって金の完顔洪烈らと対立した。

九陰真経
黄裳が作ったとされる武術書で、射鵰三部作に共通して登場する。この世の全ての武芸を破ることができるとされている。そのため、これをめぐって多くの血が流された。なお、実在の黄裳は道家の人間であり、武術の達人としたのは金庸の創作である。

## 書誌情報
単行本
- 徳間書店、金海南 訳、岡崎由美 監修

1. 砂漠の覇者ジンギスカーン 1999年7月1日。ISBN 4-19-861037-1
2. 江南有情 1999年8月1日。ISBN 4-19-861052-5
3. 桃花島の決闘 1999年9月1日。ISBN 4-19-861067-3
4. 雲南大理の帝王 1999年10月1日。ISBN 4-19-861084-3
5. サマルカンドの攻防 1999年12月1日。ISBN 4-19-861096-7

文庫本
- 徳間文庫「金庸武侠小説集」、同上

1. 砂漠の覇者ジンギスカーン 2005年7月6日。ISBN 4-19-892271-3
2. 江南有情 2005年7月6日。ISBN 4-19-892272-1
3. 桃花島の決闘 2005年8月4日。ISBN 4-19-892285-3
4. 雲南大理の帝王 2005年9月6日。ISBN 4-19-892302-7
5. サマルカンドの攻防 2005年10月6日。ISBN 4-19-892315-9

## 映像化作品
映画
- 『射鵰英雄伝』 1958年・・・チョウ・ダーワー（郭靖）、容小意（黄蓉）※日本未公開
- 『射鵰英雄伝』 1977年・・・傅聲（郭靖）、恬妞（黄蓉）※日本未公開
- 『射鵰英雄伝 続集』 1978年・・・傅聲（郭靖）、恬妞（黄蓉）※日本未公開
- 『射鵰英雄伝 第三集』 1981年・・・傅聲（郭靖）、恬妞（黄蓉）※日本未公開
- 『レジェンド・オブ・ドラゴンテイマー 降龍十八掌』（原題：射鵰英雄伝之降龍十八掌） 2021年・・・ガン・イエティン（郭靖）、リン・イェンジョウ（黄蓉）
  - 『大英雄』（原題：射鵰英雄伝之東成西就） 1993年・・・後記の『楽園の瑕』の撮影が遅れ公開日に公開する目途が立たなかったため、急遽撮影されたコメディ映画。レオン・カーフェイ（南帝／段智興）、トニー・レオン（西毒／欧陽鋒）、レスリー・チャン（東邪／黄薬師）、ジャッキー・チュン（北丐／洪七公）
  - 『楽園の瑕』（原題：東邪西毒） 1994年・・・ウォン・カーウァイ（王家衛）監督による「東邪」黄薬師、「西毒」欧陽鋒、北丐「洪七公」らの若き日々を描いた外伝的作品。レオン・カーフェイ（東邪／黄薬師）、レスリー・チャン（西毒／欧陽鋒）、ジャッキー・チュン（北丐／洪七公）
    - 『楽園の瑕 終極版』（原題：東邪西毒 終極版） 2008年・・・上記作品の別編集版。

  - 『レジェンド・オブ・クロー 九陰白骨爪』（原題：射鵰英雄伝之九陰白骨爪） 2021年・・・梅超風の前日譚を描いたスピンオフ。ルアン・ジュウ（梅超風）、イェン・イークァン（東邪／黄薬師）
- 『射鵰英雄伝：侠之大者』 2025年・・・肖戦（郭靖）、荘達菲（黄蓉）※日本未公開

テレビドラマ
- 『射鵰英雄伝』 佳藝電視 1976年・・・白彪（郭靖）、米雪（黄蓉）※日本未公開
- 『射鵰英雄伝』 無綫電視（TVB） 香港 1983年・・・全59話。フェリックス・ウォン（郭靖）、翁美玲（黄蓉）※日本未公開
- 『射鵰英雄伝』 中国電視公司（CTV） 台湾 1988年・・・黄文豪（郭靖）、陳玉蓮（黄蓉）※日本未公開
- 『中神通王重陽』 無綫電視（TVB） 香港 1992年・・・イーキン・チェン（王重陽）※日本未公開
- 『射鵰英雄伝之九陰真経』 香港 1993年 ※日本未公開
- 『射鵰英雄伝』 無綫電視（TVB） 香港 1994年・・・全35話。張智霖（郭靖）、アテナ・チュー（黄蓉）※日本未公開
- 『射鵰英雄伝之南帝北丐』 無綫電視（TVB） 香港 1994年・・・イーキン・チェン（段智興）※日本未公開
- 『射鵰英雄伝』 中央電視台（CCTV） 中国 2002年・・・全42話。リー・ヤーポン（郭靖）、ジョウ・シュン（黄蓉）
- 『射鵰英雄伝〈新版〉（中国語版）』 上海唐人電影 2008年・・・全50話。フー・ゴー（郭靖）、アリエル・リン（黄蓉）
- 『射鵰英雄伝 レジェンド・オブ・ヒーロー』 華策影視・完美影視 2017年・・・全52話。ヤン・シューウェン（郭靖）、リー・イートン（黄蓉）

ゲーム
- 『射鵰英雄傳』2000年・・・プレイステーション用ソフト
- 『ストリートファイター オンライン』 2008年・・・梅超風、周伯通がキャラクターとして登場

漫画
- 『射鵰英雄伝』 画：黄玉郎（香港）
- 『射鵰英雄伝』 画：李志清（香港）

徳間書店 全19巻（土屋文子・岡崎由美訳、2009年）、日本版
- 『射鵰英雄伝EAGLET』 画：白井三二朗・・・月刊少年シリウス2009年3月号より連載。講談社コミック 全5巻